# Escocia en la Copa Mundial de Fútbol de 1986
La selección de Escocia fue uno de los 24 países participantes de la Copa Mundial de Fútbol de 1986, realizada en México. El seleccionado escocés clasificó gracias a que obtuvo el segundo lugar, del Grupo 7 de la eliminatoria de la UEFA, detrás de su similar de España, equipo que también clasificó a la cita de 1986.

## Clasificación

### Grupo 7

#### Tabla de posiciones
| Equipo   | Pts | PJ | PG | PE | PP | GF | GC | Dif |
| -------- | --- | -- | -- | -- | -- | -- | -- | --- |
| España   | 8   | 6  | 4  | 0  | 2  | 9  | 8  | 1   |
| Escocia  | 7   | 6  | 3  | 1  | 2  | 8  | 4  | 4   |
| Gales    | 7   | 6  | 3  | 1  | 2  | 7  | 6  | 1   |
| Islandia | 2   | 6  | 1  | 0  | 5  | 4  | 10 | -6  |

### Partidos
| Fecha                    | Lugar     | Partido  | Partido             | Partido | Partido             | Partido  |
| ------------------------ | --------- | -------- | ------------------- | ------- | ------------------- | -------- |
| 17 de octubre de 1984    | Glasgow   | Escocia  | Bandera de Escocia  | 3:0     | Bandera de Islandia | Islandia |
| 14 de noviembre de 1984  | Glasgow   | Escocia  | Bandera de Escocia  | 3:1     | Bandera de España   | España   |
| 27 de febrero de 1985    | Sevilla   | España   | Bandera de España   | 1:0     | Bandera de Escocia  | Escocia  |
| 27 de marzo de 1985      | Glasgow   | Escocia  | Bandera de Escocia  | 0:1     | Bandera de Gales    | Gales    |
| 28 de mayo de 1985       | Reikiavik | Islandia | Bandera de Islandia | 0:1     | Bandera de Escocia  | Escocia  |
| 10 de septiembre de 1985 | Cardiff   | Gales    | Bandera de Gales    | 1:1     | Bandera de Escocia  | Escocia  |

## Jugadores
| #  | Nombre           | Posición      | Edad | Club              |
| -- | ---------------- | ------------- | ---- | ----------------- |
| 1  | Jim Leighton     | Portero       | 27   | Aberdeen          |
| 2  | Richard Gough    | Defensor      | 24   | Dundee United     |
| 3  | Maurice Malpas   | Defensor      | 23   | Dundee United     |
| 4  | Graeme Souness   | Mediocampista | 33   | Sampdoria         |
| 5  | Alex McLeish     | Defensor      | 27   | Aberdeen          |
| 6  | Willie Miller    | Defensor      | 31   | Aberdeen          |
| 7  | Gordon Strachan  | Mediocampista | 29   | Manchester United |
| 8  | Roy Aitken       | Mediocampista | 27   | Celtic            |
| 9  | Eamonn Bannon    | Delantero     | 28   | Dundee United     |
| 10 | Jim Bett         | Mediocampista | 26   | Aberdeen          |
| 11 | Paul McStay      | Mediocampista | 21   | Celtic            |
| 12 | Andy Goram       | Portero       | 22   | Oldham Athletic   |
| 13 | Steve Nicol      | Defensor      | 24   | Liverpool         |
| 14 | David Narey      | Defensor      | 29   | Dundee United     |
| 15 | Arthur Albiston  | Defensor      | 28   | Manchester United |
| 16 | Frank McAvennie  | Mediocampista | 26   | West Ham United   |
| 17 | Steve Archibald  | Delantero     | 29   | Barcelona         |
| 18 | Graeme Sharp     | Delantero     | 25   | Everton           |
| 19 | Charlie Nicholas | Delantero     | 24   | Arsenal           |
| 20 | Paul Sturrock    | Delantero     | 29   | Dundee United     |
| 21 | Davie Cooper     | Mediocampista | 30   | Rangers           |
| 22 | Alan Rough       | Portero       | 34   | Hibernian         |
| DT | Alex Ferguson    |               |      |                   |

## Participación

### Primera fase

#### Grupo 5
| Equipo           | Pts | PJ | PG | PE | PP | GF | GC | Dif |
| ---------------- | --- | -- | -- | -- | -- | -- | -- | --- |
| Dinamarca        | 6   | 3  | 3  | 0  | 0  | 9  | 1  | 8   |
| Alemania Federal | 3   | 3  | 1  | 1  | 1  | 3  | 4  | -1  |
| Uruguay          | 2   | 3  | 0  | 2  | 1  | 2  | 7  | -5  |
| Escocia          | 1   | 3  | 0  | 1  | 2  | 1  | 3  | -2  |

| 4 de junio de 1986, 16:00 | Escocia | 0:1 (0:0) | Dinamarca         | Estadio Neza 86, Ciudad Nezahualcóyotl                             |                                                                    |
|                           |         | Reporte   | Elkjær Larsen 57' | Asistencia: 18.000 espectadores Árbitro(s): Lajos Nemeth (Hungría) | Asistencia: 18.000 espectadores Árbitro(s): Lajos Nemeth (Hungría) |

| 8 de junio de 1986, 12:00 | Alemania Federal        | 2:1 (1:1) | Escocia      | Estadio La Corregidora, Querétaro                               |                                                                 |
|                           | Völler 22' · Allofs 50' | Reporte   | Strachan 18' | Asistencia: 30.000 espectadores Árbitro(s): Ioan Igna (Rumania) | Asistencia: 30.000 espectadores Árbitro(s): Ioan Igna (Rumania) |

| 13 de junio de 1986, 12:00 | Escocia | 0:0     | Uruguay | Estadio Neza 86, Ciudad Nezahualcóyotl                             |                                                                    |
| |         | Reporte |         | Asistencia: 20.000 espectadores Árbitro(s): Joël Quiniou (Francia) | Asistencia: 20.000 espectadores Árbitro(s): Joël Quiniou (Francia) |
| El lateral uruguayo José Batista, es el jugador en ser expulsado, de manera temprana en la historia de los Mundiales, a los 56 segundos de haberse iniciado este partido. |         |         |         |                                                                    |                                                                    |